# SBB A 3/5 501–502
Die SBB A 3/5 501–502 waren Dampflokomotiven mit Schlepptender der Schweizerischen Bundesbahnen. Die Dreizylinder-Heissdampflokomotiven wurden 1907 geliefert und standen bis 1933 im Dienst. Sie wurden als Vorserienlokomotiven für eine verbesserte Variante der JS A 3/5 beschafft, waren aber den Vierzylinder-Heissdampf-Verbundlokomotiven A 3/5 601+602 ähnlicher Bauart unterlegen, weshalb nicht die A 3/5 501–502 in Serie, sondern die A 3/5 601+602 in Serie gebaut wurden.

## Geschichte
Im Anbetracht, dass Schnellzuglokomotiven mit der Achsfolge 2’C über weitere Jahre beschafft werden sollten, beschlossen die SBB bei der Bestellung des Jahres 1906 über 19 A 3/5-Lokomotiven bei der SLM, sechs davon als Versuchslokomotiven mit technischen Neuerungen auszuführen. Die übrigen entsprachen der von Jura-Simplon-Bahn entwickelten Vierzylinder-Nassdampf-Verbundlokomotiven A 3/5, welche die SBB in mehreren Losen nachbeschaffte.
Die Versuchslokomotiven wurden wie folgt ausgeführt:
- zwei Dreizylinder-Heissdampflokomotiven A 3/5 501–502, Antrieb nach der Bauart von Borries auf den ersten Triebradsatz
- zwei Vierzylinder-Heissdampf-Verbundlokomotiven A 3/5 601–602, Antrieb nach der Bauart von Borries auf den ersten Triebradsatz
- zwei Vierzylinder-Nassdampf-Verbundlokomotiven mit Brotankessel A 3/5 651–652[1], Antrieb nach der Bauart De Glehn mit aussen liegenden Hochdruck-Zylindern die auf den mittlere Triebradsatz wirken und mit den Niederdruck-Zylindern mit Wirkung auf den ersten Triebradsatz

Bei allen Varianten wurden Achsstand und Raddurchmesser unverändert von den JS-Maschinen übernommen, ausser bei der Variante mit Brotankessel wurden auch die Abmessungen des Kessels übernommen. Aufgrund des Überhitzers und der schwereren Triebwerke stieg das Dienstgewicht der Lokomotiven um zwei bis drei Tonnen. Das Mehrgewicht wurde auf das Drehgestell verlegt, weil bereits die JS-Maschinen die zulässige Radsatzfahrmasse für die Kuppelradsätze vollständig ausnutzten. 
Nach eingehender Erprobung wurde entschieden, eine Serie entsprechend der A 3/5 601–602 mit kleinen Änderungen aufzulegen. 
Die beiden Lokomotiven 501 und 502 waren dem Kreis II zugeteilt, der Unterhalt erfolgte durch die Hauptwerkstätte in Biel. Beide wurden 1933 ausgemustert.

## Technik

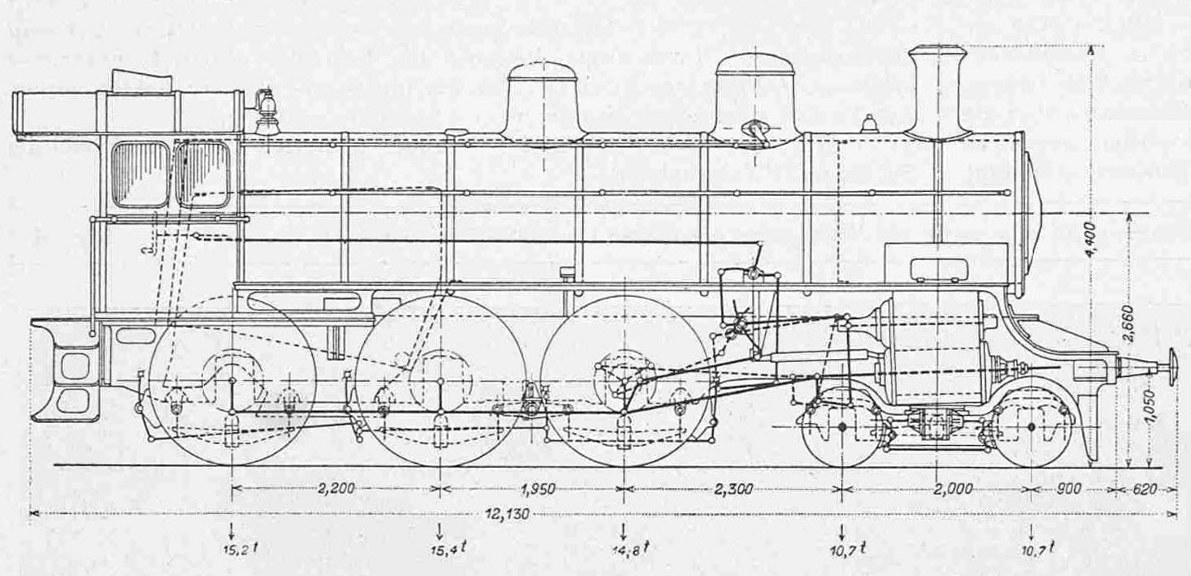
Massbild

Die Lokomotiven mussten in der Lage sein, einen 350-t-Zug auf einer 10-‰-Steigung mit 50 km/h zu befördern. Dies verlangte eine Zugkraft um die 80 kN bei einer Leistung von 1500 PS. Bei der Versuchsvariante mit einfacher Dampfdehnung wurde ein Dreizylinder-Triebwerk gewählt, weil befürchtet wurde, dass bei einem Zweizylinder-Triebwerk die Abmessungen der Zylinder und die einzelnen Kolbenkräfte zu gross würden. Alle Zylinder arbeiteten auf den ersten Triebradsatz, wobei die Kurbelzapfen jeweils um 120° versetzt waren, sodass pro Radumdrehung sechs Auspuffschläge zu hören waren. Der Brennstoffverbrauch war ähnlich desjenigen der Vierzylinder-Heissdampf-Verbundmaschine, die Variante mit drei Zylindern wurde aber nicht für die Serienausführung gewählt, wahrscheinlich weil das Vierzylindertriebwerk den besseren Massenausgleich hatte. Die Lokomotiven waren mit einem dreiachsigen Schlepptender gekuppelt, der 18 Kubikmeter Wasser und sieben Tonnen Kohle fasste. Lokomotive 502 erhielt 1917 einen Speisewasservorwärmer System Knorr mit Kolbenpumpe für die Kesselspeisung.